# Staatsbürgerschaft
Eine Staatsbürgerschaft baut auf der Staatsangehörigkeit auf und kennzeichnet Rechte und Pflichten einer natürlichen Person in dem Staat, dem sie angehört. In den meisten Fällen ist die Frage nach der Staatsangehörigkeit mit der Staatsbürgerschaft zu beantworten, der rechtlichen Zugehörigkeit zur Gemeinschaft (Rechtsgemeinschaft) von Bürgern eines Staates, den Staatsbürgern. Deren Nationalität steht nicht zwangsläufig in unmittelbaren Bezug zu einem Staat, da Letztere als ethnisch-sozialer Begriff nach Herkunft und Abstammung fragt, andererseits lediglich die Staatsangehörigkeit meinen kann. So kann sich die Gemeinschaft der Bürger eines Staates aus vielen unterschiedlichen Nationalitäten zusammensetzen mit nationalen Mehrheiten und Minderheiten.
Ein Staat regelt den Erwerb und Verlust seiner Staatsbürgerschaft sowie die damit verbundenen Rechte und Pflichten in eigenen Gesetzen. So wird im deutschen Rechtskreis die Staatsbürgerschaft in der Regel durch Geburt und in Abhängigkeit von der Staatsbürgerschaft der Eltern erworben oder durch eine Einbürgerung. Regeln, die an eine Staatsbürgerschaft anknüpfen, werden soweit möglich auf juristische Personen entsprechend angewandt.
Die Staatsbürgerschaft begründet besondere Rechte als Schutz- und Abwehrrechte gegen den Staat (Reisefreiheit, Auslieferungsverbot) sowie Einstandsansprüche im Verhältnis zu Dritten (konsularischen Schutz, internationale Prozessführung) und in Demokratien auch Teilhaberechte am Staatsleben im Sinne eines status activus (politische Mitgestaltung, Souveränitätsteilhabe). Staatsbürgerliche Pflichten können im modernen Staatsverständnis beispielsweise die Wehrpflicht, die Wahlpflicht oder die Pflicht sein, auch bei ausländischem Wohnsitz Steuern zu zahlen.
Eine Staatsangehörigkeit kann grundsätzlich nur von einem souveränen Staat im Sinne des Völkerrechts vermittelt werden. Die Staatsbürgerschaft ist eine individuelle Ausprägung des staatskonstitutiven Elements Staatsvolk, wonach ein Staat völkerrechtlich nur solange als solcher angesehen werden kann, als er neben Staatsgebiet und Staatsgewalt auch ein Staatsvolk hat (→ Drei-Elemente-Lehre). Die durch die Staatsbürgerschaft begründeten Rechtsbeziehungen zwischen Staat und Bürger wirken über das Hoheitsgebiet hinaus und werden auch von anderen Staaten anerkannt.
Historisch betrachtet ist die Staatsangehörigkeit eine „Institution des Nationalstaates“. Gehören die Staatsbürger (ausschließlich oder überwiegend) einer gemeinsamen Nationalität an, so spricht man von einem (reinen) Nationalstaat; gehören die Staatsbürger (zumeist) unterschiedlichen Nationalitäten an, so spricht man von einem Nationalitätenstaat, Vielvölkerstaat, vereinzelt auch von Plurinationalstaat oder einem multikulturellen Staat.

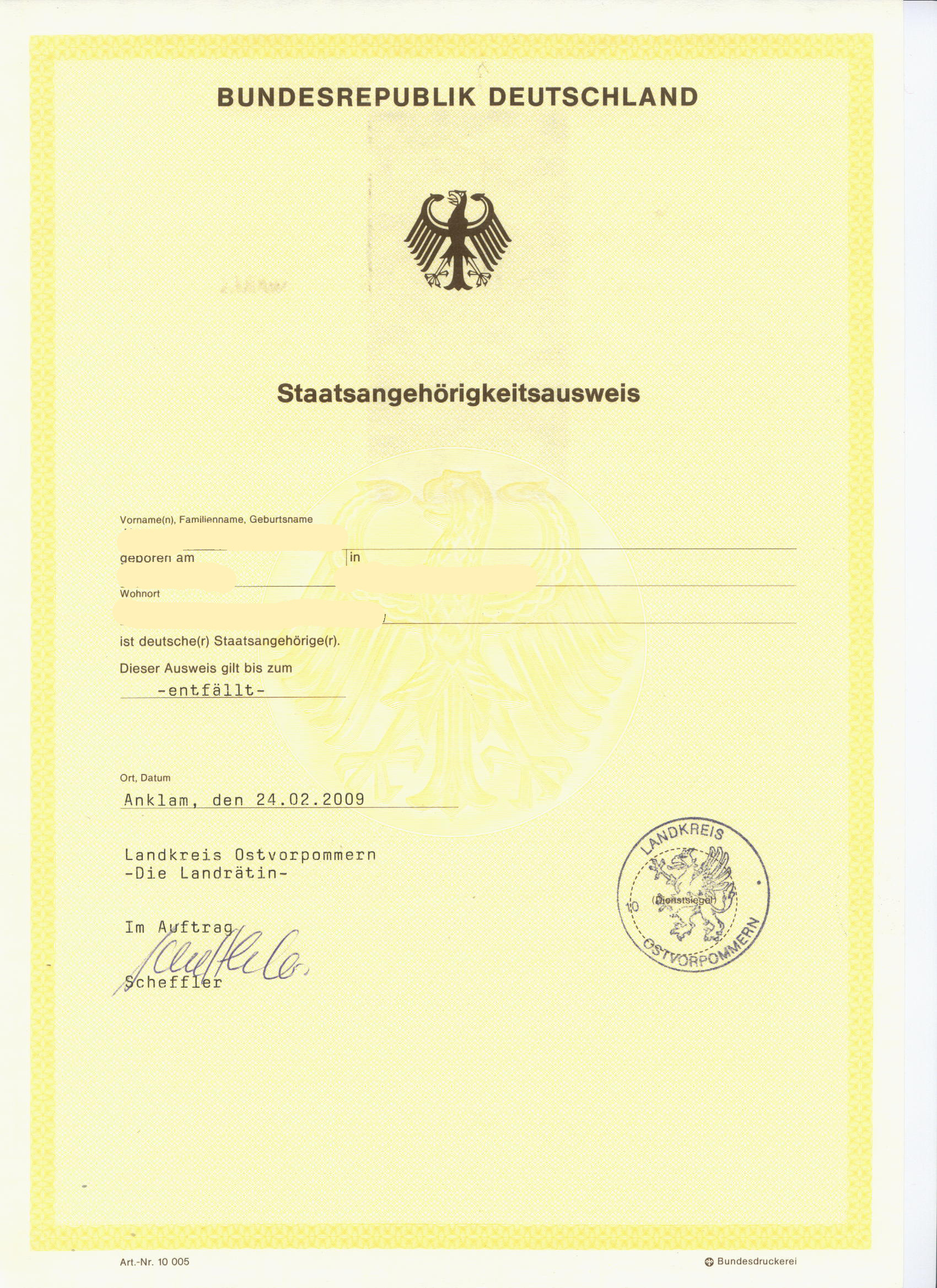
Staatsangehörigkeitsausweis in Deutschland

Die Staatsbürgerschaft wird in einem auf die Person ausgestellten Dokument, beispielsweise dem Personalausweis oder Reisepass, vermutungsweise dokumentiert. In einigen Staaten wird dabei zusätzlich auch die Nationalität angegeben. Ein amtlicher Nachweis der Staatsbürgerschaft in Deutschland kann mit dem Staatsangehörigkeitsausweis geführt werden, der auf Antrag ausgestellt wird.

## Begriffe im deutschen Sprachraum
Im deutschen Sprachraum findet sich sowohl der Begriff „Staatsangehörigkeit“ (englisch nationality) als auch „Staatsbürgerschaft“ (englisch citizenship).
In Deutschland, dem bevölkerungsreichsten Staat im deutschen Sprachraum, ist die Bezeichnung deutsche Staatsangehörigkeit gebräuchlich, weil er 1871 als einheitlicher deutscher Nationalstaat (Deutsches Reich) begründet wurde, dessen Staatsbürger (mit Gründung der Bundesrepublik 1949 auch „Bundesbürger“ genannt) mehrheitlich deutscher Nationalität (Herkunft) sind.
Allerdings galten im deutschen Kaiserreich zunächst ausschließlich die Staatsangehörigkeiten der jeweiligen Gliedstaaten, z. B. die von Preußen oder Bayern, fort. Reichsrechtliche Bestimmungen (wie zum Schluss das Reichs- und Staatsangehörigkeitsgesetz vom 22. Juli 1913) stellten später sicher, dass die Regelung der Staatsangehörigkeit in allen Gliedstaaten nach den gleichen Prinzipien erfolgte. Bereits der Artikel 3 der Bismarckschen Reichsverfassung von 1871 unterwarf jeden Bürger bzw. Untertan aller deutschen Bundesstaaten dem gemeinsamen Indigenat des Deutschen Reiches, das somit als Vorläufer der einheitlichen deutschen Staatsbürgerschaft gelten kann.
Erst nach dem Neuaufbaugesetz vom 30. Januar 1934, einer Verfassungsänderung der Weimarer Verfassung im Zuge der vom NS-Regime betriebenen Gleichschaltung, wurde schließlich eine einheitliche deutsche Staatsangehörigkeit eingeführt. In der Folge wurde die Souveränität der Länder des Deutschen Reichs aufgehoben.
Auch während der deutschen Teilung galt in der Bundesrepublik Deutschland nur eine deutsche Staatsangehörigkeit – womit folglich ebenso die DDR-Bürger neben ihrer eigenen Staatsbürgerschaft (1967–1990) politisch und juristisch inbegriffen waren (Art. 16 und Art. 116 Abs. 1 GG) –, die seit 1913 im Reichs- und Staatsangehörigkeitsgesetz (RuStAG; 2000 umbenannt in StAG) definiert ist. Seit der Wende und der Wiedervereinigung Deutschlands gibt es wieder nur noch eine deutsche Staatsbürgerschaft.
In Österreich ist die offizielle Bezeichnung österreichische Staatsbürgerschaft, Bürger des Staates Österreich.
In der Schweiz, deren einheimische Bevölkerung aus deutsch-, französisch-, italienisch-, rätoromanisch- und mehrsprachigen Individuen besteht, bedeutet das Schweizer Bürgerrecht, dass die fragliche Person Bürger der Schweizerischen Eidgenossenschaft ist, wie der Staat amtlich genannt wird.
In Liechtenstein beruht das Staatsbürgerrecht auf dem Prinzip des ius sanguinis (Abstammung).
In Monarchien wurden die Staatsbürger früher auch als Untertanen (des Monarchen) bezeichnet und die Staatsbürgerschaft analog als Untertanen(schaft).
Der Staatsangehörige unterliegt der Personalhoheit des Staates. Dabei spielt es keine Rolle, wo auf der Welt er sich gerade befindet.

## Geschichte

Symbol der Weltbürgerbewegung, die Staatsbürgerschaften kritisch betrachtet

Eine Bürgerschaft als dauerhafte Verknüpfung zwischen Staat und Person bestand bereits zur Zeit der Polis im antiken Griechenland. Ausdifferenziert wurde dies im Alten Rom, wo das römische Bürgerrecht geradezu Voraussetzung für die Geschäftsfähigkeit oder Postulationsfähigkeit war und ein in sich geschlossenes Rechtssystem abgrenzte, das sich bis zum Corpus Iuris Civilis (das Bürgerliche Recht) entwickelte, während das Ius gentium (dt. „Recht der Völker“) die Beziehungen Roms zu anderen Ländern, Staaten, Völkern regelte und Vorläufer des heutigen internationalen Rechts war. Römische Bürger (Romanus) waren zur Zeit der Republik die freien Einwohner Roms, später auch die Einwohner Latiums und nach dem Bundesgenossenkrieg die Bewohner eines großen Teils Italiens. Mit Erlass der Constitutio Antoniniana 212 n. Chr. werden die freien Einwohner des Römischen Reiches zu Römischen Bürgern.
Ließ sich ein römischer Bürger in einer Stadt außerhalb Italiens nieder, so blieben er wie auch seine Nachkommen Bürger Roms. Die Dauerhaftigkeit ist auch heute wieder das tragende Prinzip der Staatsbürgerschaft.
Staatsbürgerschaft im modernen Sinne ist erst seit der Französischen Revolution durch das Aufkommen republikanischen Denkens entstanden, wurde in der Revolutionsverfassung vom 3. September 1791 in Teil 2, § 2 geregelt und später in den Code civil übernommen. Seitdem wurde der Staat nicht nur als Territorialstaat oder personelle Zuordnung zur absolutistischen Monarchie, sondern auch als Personenverband von Bürgern verstanden. Im Laufe des 19. Jahrhunderts wurde daraufhin in den meisten Staaten die Staatsbürgerschaft eingeführt, und es wurden Staatsbürgerschaftsgesetze erlassen.

## Erwerb
Die Wege, auf denen ein Mensch eine Staatsangehörigkeit erwerben bzw. ein Staat eine Staatsangehörigkeit verleihen kann, können nach dem Zeitpunkt des Erwerbs unterschieden werden: Erwerb bei Geburt und Erwerb im Laufe des Lebens. Letzterer erfolgt durch Einbürgerung (im weiteren Sinne). Darüber hinaus kann rechtstechnisch zwischen einem Erwerb durch Gesetz (Geburt, Erklärung, Eintritt von Bedingungen usw.) und einem Erwerb durch Verwaltungsakt differenziert werden. Die Gründe für den Erwerb einer Staatsangehörigkeit, vor allem für die Einbürgerung, sind global betrachtet sehr unterschiedlich.

### Erwerb durch Abstammung
Das Kind erwirbt die Staatsbürgerschaft der Eltern mit der Geburt (Realakt), unabhängig vom Land, in dem es geboren ist. Dabei vermittelt oft jeder Elternteil gleich stark diesen Bezug. In manchen Rechtsordnungen werden Abstammungszweifel dadurch gelöst, dass das Kind die Staatsbürgerschaft der Mutter erwirbt. In anderen Staaten vermittelt bei miteinander verheirateten Eltern der Vater als Familienoberhaupt die Staatsbürgerschaft.

### Erwerb durch Geburtsort
Wo dieses Prinzip gilt, bekommt jeder im Staatsgebiet Geborene die Staatsbürgerschaft. Dieses Prinzip wird neben dem Abstammungsprinzip nicht nur von Einwanderungsländern angewandt. Solche Länder sehen darin zwar ein integrales Instrument ihrer Politik, die Anzahl ihrer Staatsbürger zu erhöhen, jedoch lässt sich umgekehrt aus der Anwendung des ius soli nicht der sichere Befund herleiten, es handele sich um ein Einwanderungsland, zumal es neben anderen Erwerbstatbeständen mehrheitlich praktiziert wird.
Die rechtliche Ausgestaltung kennt zahlreiche Abstufungen und Kombinationen mit weiteren Merkmalen wie legalem Aufenthalt der Eltern, Daueraufenthalt oder Generationenprinzip, ethnischer Zugehörigkeit, ex-kolonialem Bezug.
Beispiele:
- In Frankreich wird die Staatsangehörigkeit (frz. nationalité) seit der Einführung des Code civil 1803 auf der Grundlage des ius sanguinis erworben. Seit 1889 wird zudem das ius soli nach dem „doppelten ius soli“ (double droit du sol) praktiziert, wonach ein Elternteil bereits im Land geboren sein muss. Der Erwerbstatbestand greift also bei der dritten Generation.[9]
- Deutschland verwendete das Geburtsortsprinzip bis zum Beginn des 19. Jahrhunderts. Seit der Einführung der ersten Staatsangehörigkeitsgesetze (Preußen: 1842) wurde das Abstammungsprinzip als herrschender Erwerbstatbestand eingeführt. Seit dem Reichs- und Staatsangehörigkeitsgesetz 1913 galt im Deutschen Reich ein reines ius sanguinis. Mit der Staatsangehörigkeitreform 2000 wurde mit dem Optionsmodell ein ergänzendes ius soli für die zweite Einwanderergeneration eingeführt.[9]

### Erwerb durch Einbürgerung (Naturalisation)

#### Einbürgerung

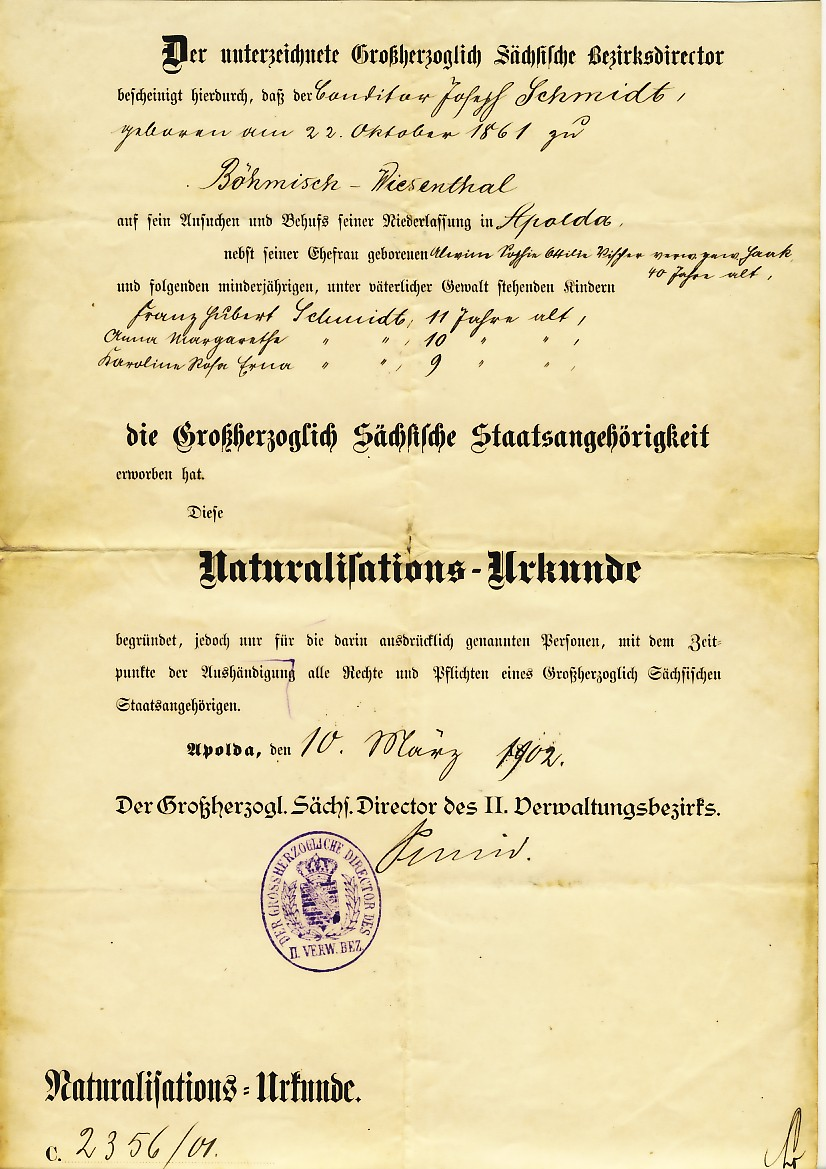
Naturalisations-Urkunde von 1902

Die Einbürgerung ist Erwerb der Staatsbürgerschaft durch einen Exekutivakt. Dieses Verfahren verbindet seitens des Bürgers den Faktor Freiwilligkeit, also den Wunsch, Staatsbürger zu sein (Konfirmationselement), und seitens des Staates die Möglichkeit, nach selbst definierten Merkmalen weitere Staatsbürger auszuwählen (Kontrollelement). Wie intensiv dieses Instrument von einem Land genutzt wird (gegebenenfalls im Kontext einer gezielten Bevölkerungspolitik, viele neue oder gezielt bestimmte Einwohner und Staatsbürger anzuwerben), kann eventuell Teil seiner Selbstdefinition als Einwanderungsland sein. Ein Nachweis für die kausale Lenkungswirkung einer bestimmten Naturalisations- oder Staatsbürgerschaftsgesetzgebung ist jedoch nicht beigebracht worden.
Viele Rechtsordnungen setzen darüber hinaus die Naturalisation als Instrument großzügig ein, um auf komplexe und detaillierte gesetzliche Automatismen auf der Basis der ius soli- und ius sanguinis-Grundsätze zu verzichten und eine gewisse Flexibilität zu wahren. Dies ist häufige Praxis bei Ländern mit ethnischer Zersprenkelung, um geografisch und/oder historisch weit reichenden Verbindungen gerecht zu werden. Gleiches gilt bei Sezessionen und Zusammenschlüssen von Ländern oder Landesteilen.
Im Selbstverständnis demokratischer Staaten hängen Staatsangehörigkeit, Wahlrecht und Steuerpflicht zusammen, so dass einerseits ein Ausländerstimm- und -wahlrecht auf nationaler Ebene in vielen Staaten verneint wird, andererseits der Staat nur diejenigen an der Finanzierung des Gemeinwesens redlicherweise beteiligen darf, denen auch der Zugang zur Staatsbürgerschaft offensteht. Das Beispiel der Einbürgerungen in der Schweiz zeigt zudem Konflikte zwischen der Demokratie und dem Rechtsstaat auf.

#### Passhandel
Als Citizenship by investment oder Goldener Pass wird der Erwerb einer Staatsangehörigkeit gegen eine vorab festgelegte Zahlung bezeichnet, ohne dass bei der Einbürgerung ein echter Bezug zu dem einbürgernden Land besteht, z. B. durch einen vorherigen langfristigen Aufenthalt. In vielen Fällen wird dabei eine doppelte Staatsbürgerschaft hingenommen. Wie das Goldene Visum dient auch die Einbürgerung gegen vorherige Zahlung vor allem zur Umgehung der steuerlichen Meldepflichten nach dem Common Reporting Standard (CRS) der Organisation für wirtschaftliche Zusammenarbeit und Entwicklung (OECD) und zur Reduzierung der persönlichen Steuerlast durch Steuerflucht.
Die Europäische Kommission hat Malta aufgrund seiner Staatsbürgerschaftsregelung für Investoren im März 2023 vor dem Gerichtshof der Europäischen Union (EuGH) verklagt. Die maltesische Staatsbürgerschaft – und damit auch die EU-Staatsbürgerschaft – war systematisch im Austausch für im Voraus festgelegte Zahlungen und Investitionen gewährt worden, ohne dass ein wirklicher Bezug zu Malta bestand.
Auch in Ländern außerhalb der EU gibt es den sog. Passhandel.
Dazu zählen beispielsweise:
- St. Lucia ab 86.000 Euro
- Dominica ab 86.000 Euro
- Antigua und Barbuda ab 86.000 Euro
- St. Kitts und Nevis ab 130.000 Euro
- Grenada ab 130.000 Euro
- Vanuatu ab 130.000 Euro
- Kambodscha ab 210.000 Euro
- Moldau ab 250.000 Euro
- Montenegro ab 350.000 Euro
- Kanada ab 684.000 Euro
- Türkei ab 855.000 Euro
- Australien ab 1.300.000 Euro
- Neuseeland ab 1.700.000 Euro

#### Verleihung im öffentlichen Interesse
Eine Staatsbürgerschaft kann auch im öffentlichen Interesse verliehen werden. Die Verleihung einer Ehrenstaatsbürgerschaft setzt nicht die Erfüllung sämtlicher gesetzlicher Kriterien für eine Einbürgerung voraus, sondern wird unter erleichterten Bedingungen an Personen verliehen, deren Einbürgerung im besonderen staatlichen Interesse ist.
Ein Beispiel ist § 10 Abs. 6 des österreichischen Staatsbürgerschaftsgesetzes von 1985, wonach bestimmte Voraussetzungen für die Verleihung der österreichischen Staatsbürgerschaft entfallen, „wenn die Bundesregierung bestätigt, daß die Verleihung der Staatsbürgerschaft wegen der vom Fremden bereits erbrachten und von ihm noch zu erwartenden außerordentlichen Leistungen im besonderen Interesse der Republik liegt.“ Dabei kommen insbesondere wissenschaftliche, wirtschaftliche, sportliche oder künstlerische Leistungen in Betracht.
Mit der Anerkennung als Gerechter unter den Völkern kann die Gedenkstätte Yad Vashem den Geehrten „als Zeichen der Anerkennung für ihre Taten die Ehrenbürgerschaft – und, wenn sie verstorben sind, die israelische Staatsangehörigkeit im Gedenken – verleihen.“
§ 8 Abs. 2 StAG ermöglicht in eng zu fassenden Ausnahmefällen, aus Gründen des öffentlichen Interesses oder zur Vermeidung einer besonderen Härte von einzelnen Einbürgerungsvoraussetzungen abzusehen. Eine ermessenslenkende Verwaltungsvorschrift legt fest, unter welchen Voraussetzungen ein öffentliches Interesse an der Verleihung der deutschen Staatsangehörigkeit anzunehmen ist. Persönliche Wünsche und wirtschaftliche Interessen des Einbürgerungsbewerbers sind dabei nicht entscheidend. Belange der Entwicklungspolitik stehen einer Einbürgerung nicht entgegen. Die Rechtsprechung sieht ein öffentliches Interesse im Sinne des § 8 Abs. 2 StAG nur gegeben, „wenn nach dem konkreten Sachverhalt ein sich vom Durchschnittsfall eines Einbürgerungsbegehrens abhebendes spezifisch staatliches Interesse an der Einbürgerung besteht, das es ausnahmsweise rechtfertigen könne, den Ausländer trotz fehlender Unterhaltsfähigkeit – insoweit gegebenenfalls auch im Falle eines Vertretenmüssens – einzubürgern. Nur bei Bestehen eines solchen durch staatliche Belange vorgegebenen öffentlichen Interesses verlangt die Vorschrift der Einbürgerungsbehörde die Betätigung ihres Einbürgerungsermessens ab.“ Danach ist etwa im Interesse des Familienzusammenhalts und der Vermeidung von Rechtsunsicherheit sowie unterschiedlicher Loyalitätsanforderungen anzustreben, dass alle Familienangehörigen über den gleichen staatsbürgerlichen Status verfügen und gleichermaßen den Schutz des Staates genießen.
Ein besonderes öffentliches Interesse an der Einbürgerung kann auch vorliegen, wenn die Einbürgerungsbewerberin oder der Einbürgerungsbewerber durch die Einbürgerung für eine Tätigkeit im deutschen Interesse, insbesondere im Bereich der Wissenschaft, Forschung, Wirtschaft, Kunst, Kultur, Medien, des Sports oder des öffentlichen Dienstes gewonnen oder erhalten werden soll. Wenn ein herausragendes öffentliches Interesse an der Einbürgerung – also ein Erwünschtsein der Einbürgerung des Einbürgerungsbewerbers aufgrund allgemeiner politischer, wirtschaftlicher oder kultureller Gesichtspunkte besteht, wird auch Mehrstaatigkeit hingenommen.
In Deutschland können Städte und Gemeinden aufgrund der Gemeindeordnungen der einzelnen Bundesländer wegen besonderer Verdienste um die örtliche Gemeinschaft eine Ehrenbürgerschaft verleihen, welche die Staatsangehörigkeit aber unberührt lässt.

### Erwerb durch Erklärung
Eine Person kann durch Erklärung gegenüber den Behörden eines Landes die Staatsbürgerschaft erwerben, sofern das nationale Recht dies vorsieht. Dies ist meist an einige wenige Voraussetzungen und Merkmale geknüpft und ist eine minimalistische Form der Einbürgerung.
Ab 1. September 2020 können auch Kinder von Opfern des NS-Regimes die österreichische Staatsbürgerschaft per „Anzeige“ anfordern.

## Mehrfache Staatsbürgerschaft
Mehrstaatigkeit (auch multiple oder Mehrfachstaatsbürgerschaft genannt) bezeichnet den Fall, dass eine Person mehr als eine Staatsbürgerschaft besitzt. Doppelstaater, auch „Doppelstaatler“ (v. a. Deutschland) bzw. „Doppelstaatsbürger“ (v. a. Österreich) bzw. „Doppelbürger“ (v. a. Schweiz) sind dafür gebräuchliche Bezeichnungen.
Zu den grundlegenden staatsangehörigkeitsrechtlichen Prinzipien gehörte bis Anfang des 21. Jahrhunderts die Vermeidung von Mehrstaatigkeit (in Österreich wurde dieses Prinzip beibehalten, siehe unten). Die Bancroft-Verträge waren die ersten internationalen Abkommen, mit denen die Konflikte, die durch Mehrstaatigkeit, insbesondere bei der Wehrpflicht entstanden, begrenzt werden sollten. Heutzutage wird das Prinzip der Vermeidung von Mehrstaatigkeit immer öfter durchbrochen.
Mehrstaatigkeit kann deshalb entweder originär durch den gleichzeitigen und automatischen Erwerb von zwei oder mehr Staatsbürgerschaften bei Geburt entstehen oder derivativ durch den Erwerb einer weiteren Staatsbürgerschaft auf Antrag zuerkannt werden (sogenannte Einbürgerung oder Naturalisation). Die Mehrstaatigkeit bei Geburt entsteht entweder durch das Zusammenwirken der Staatsbürgerschaftsregime mehrerer Staaten mit unterschiedlichen Erwerbstatbeständen – vgl. auch Abstammungsprinzip (lat. ius sanguinis) (z. B. Deutschland, Schweiz) und Geburtsortsprinzip (lat. ius soli) (z. B. Frankreich, USA) – oder bei Kindern bi- oder multinationaler Eltern, die gleichberechtigt alle ihre Staatsbürgerschaften an das Kind weitergeben (vgl. auch internationaler Kontext der Rechtslage in Deutschland). In bestimmten Fällen kann ein Kind auch erst nach der Geburt durch Adoption automatisch Doppelstaater werden, sofern die ursprüngliche Staatsbürgerschaft durch die Annahme nicht verloren geht (etwa im Fall der Adoption eines ausländischen Stiefkindes).
In Australien dürfen nach Kapitel 44 der Verfassung von 1900 Parlamentarier keine zweite Staatsbürgerschaft neben der australischen besitzen, was 2017 zu mehreren Rücktritten geführt hat, aber auch zu Kritik an der Rechtsbestimmung.
Mehrere Staatsangehörigkeiten zu haben, bedeutet zwar mehr Möglichkeiten für den Aufenthalt, die Studienförderung, die Berufstätigkeit und die Teilhabe in den betreffenden Staaten, kann aber auch Nachteile, etwa bezüglich Wehrpflicht und Besteuerung oder bei der Einreise in Drittstaaten, mit sich bringen. So sind Doppelstaater, die auch die Staatsangehörigkeit von Iran, Irak, Syrien oder Sudan besitzen, vom Visa-Waiver-Programm der USA ausgeschlossen.

### Effektive Staatsbürgerschaft
Im internationalen Privatrecht (IPR) ist für viele Rechtsfragen die Staatsbürgerschaft der am Rechtsverkehr beteiligten Personen ausschlaggebender Anknüpfungspunkt für das anzuwendende Recht. Bei Personen, die mehr als eine Staatsbürgerschaft haben, gilt das Prinzip der effektiven Staatsbürgerschaft.
Gehört eine Person mehreren Staaten an, so ist in Deutschland das Recht desjenigen dieser Staaten anzuwenden, mit dem die Person am engsten verbunden ist (effektive Staatsbürgerschaft nach Art. 5 Abs. 1 S. 1 EGBGB). Indizien für eine solche Verbindung sind der gewöhnliche Aufenthalt oder der Verlauf ihres Lebens. Ist die Person auch Deutscher, so geht diese Rechtsstellung vor.

### Deutschland
In der politischen Diskussion ist meist von doppelter Staatsangehörigkeit, doppelter Staatsbürgerschaft oder einem Doppelpass die Rede. Personen, die zwei Staatsbürgerschaften erworben haben, werden als Doppelstaater, Doppelstaatler (umgangssprachlich) oder Doppelstaatsbürger bezeichnet.
Deutschland erlaubte eine doppelte Staatsbürgerschaft zunächst für Staatsangehörige der EU (seit 1999) und der Schweiz, für alle anderen Länder mussten bis 26. Juni 2024 besondere Voraussetzungen vorliegen und es musste teils eine Genehmigung eingeholt werden.
Zum 1. Januar 2000 fiel die Inlandsklausel weg, der zufolge bis zu diesem Zeitpunkt ein Deutscher, der durch ausländische Einbürgerung eine andere Staatsangehörigkeit erwarb, die deutsche Staatsangehörigkeit nicht verlor, sofern er seinen Wohnsitz im Inland hatte. Im Jahr 2000 wurde das bisherige Staatsangehörigkeitsgesetz von 1913 zudem auf Initiative der rot-grünen Bundesregierung um das Geburtsortsprinzip ergänzt: Wenn ein Elternteil seit mindestens acht Jahren in Deutschland lebt und ein unbefristetes Aufenthaltsrecht hat, erwirbt das Kind bei der Geburt die deutsche Staatsangehörigkeit. Auch eine Einbürgerung ist nun bereits nach acht statt bisher 15 Jahren möglich. Ursprünglich sah das Gesetz vor, dass die Kinder sich spätestens im Alter von 23 Jahren für eine Staatsbürgerschaft entscheiden mussten. Diese Regelung wurde 2014 gestrichen, so dass nun beide Staatsangehörigkeiten behalten werden können. Im Zuge der Erdoğan-Kundgebungen im Sommer 2016 wurde in den Medien mehrfach über die Regelungen für türkischstämmige Deutsche berichtet.
Im Januar 2024 beschloss der Bundestag das Gesetz zur Modernisierung des Staatsangehörigkeitsrechts, welches unter anderem Deutschlands bisher ablehnende Position zu mehrfachen Staatsbürgerschaften reformiert. Seit Inkrafttreten des Gesetzes am 27. Juni 2024 lässt das deutsche Recht doppelte und mehrfache Staatsbürgerschaften generell immer zu. Deutsche Staatsbürger benötigen auch keine Beibehaltungsgenehmigung nach § 25 StAG mehr, wenn sie eine weitere Staatsangehörigkeit annehmen möchten.

### Österreich
Die rechtliche Lage bei mehrfachen Staatsbürgerschaften ist in Österreich u. a. im Staatsbürgerschaftsgesetz 1985 (StbG) geregelt (§§ 10 Abs. 6, 28). Grundsätzlich lässt die Republik Österreich keine mehrfachen Staatsbürgerschaften zu, jedoch gibt es Sonderfälle.
Wer freiwillig eine fremde Staatsbürgerschaft erwirbt, verliert dadurch grundsätzlich die österreichische Staatsbürgerschaft. Um die österreichische Staatsbürgerschaft nicht zu verlieren, muss die Bewilligung der Beibehaltung vor dem Erwerb der fremden Staatsangehörigkeit schriftlich beantragt und mit schriftlichem Bescheid beim jeweiligen Amt der Landesregierung bewilligt werden.
Die österreichische Staatsbürgerschaft darf behalten werden, wenn eine der folgenden Situationen aufliegt:
- die Beibehaltung liegt im Sinne der Republik Österreich;
- der Antragsteller/die Antragstellerin hat einen „besonders berücksichtigungswürdigen“ Grund im Privat- und Familienleben und hat die österreichische Staatsbürgerschaft mit der Geburt erworben;
- die Beibehaltung entspricht dem Kindeswohl (bei Minderjährigen).

Wenn die österreichische Staatsbürgerschaft beantragt wird, muss der Antragstellende binnen zweier Jahre seine frühere Staatsbürgerschaft zurücklegen. Danach könnte die Person jedoch illegal wieder ihre „alte“ Staatsbürgerschaft in ihrem Heimatland beantragen. Die österreichische Staatsbürgerschaft verliert dann rein gesetzlich ihre Wirkung, aber de facto nur, wenn die Republik Österreich davon erfährt.

### Schweiz
Die Schweiz erlaubt seit dem 1. Januar 1992 die mehrfache Staatsangehörigkeit gemäß Schweizer Recht ohne Einschränkungen. Die Bezeichnung Doppelbürger ist dafür vor allem in der Schweiz gebräuchlich. Auslandschweizer, die eine andere Staatsbürgerschaft erworben haben, müssen dies der Schweizer Vertretung mitteilen, bei der sie gemeldet sind.
Für die jeweils andere Staatsbürgerschaft gelten die Regeln des anderen betroffenen Staates. Ausländische Staatsangehörige können ihre ursprüngliche Staatsbürgerschaft verlieren, wenn das Recht des Herkunftslandes dies vorsieht. Bezüglich der doppelten Staatsbürgerschaft Schweiz-Deutschland gilt: Der Verlust der deutschen Staatsangehörigkeit tritt nicht ein, wenn ein Deutscher die Staatsangehörigkeit eines anderen Mitgliedstaates der Europäischen Union, der Schweiz oder eines Staats erwirbt, mit dem die Bundesrepublik Deutschland einen völkerrechtlichen Vertrag nach § 12 Absatz 3 des deutschen Staatsangehörigkeitsgesetzes (StAG) abgeschlossen hat.
Diese Entscheidung ist nicht unumstritten: Auslandschweizer können in Wahlen über politische Belange teilnehmen, von denen sie gar nicht betroffen sind, was „demokratietheoretisch“ problematisch sein kann. Bei Doppelbürgern in der Schweiz können Loyalitätskonflikte auftreten, wenn beide Nationen sich in politischen Fragen unterschiedlich positionieren.

### Liechtenstein
Beim Erwerb der Staatsbürgerschaft Liechtensteins verlangt man von allen Antragstellern den Verzicht auf ihre bisherige Staatsangehörigkeit. Demgegenüber dürfen liechtensteinische Staatsangehörige ohne Einschränkungen weitere Staatsangehörigkeiten erwerben. Eine Gesetzesänderung, die es den Staatsangehörigen eines EWR-Mitgliedstaates und der Schweiz erlaubt hätte, bei einer Einbürgerung ihre bisherige Staatsangehörigkeit beizubehalten, wurde von den liechtensteinischen Stimmberechtigten in der Volksabstimmung vom 30. August 2020 mit 61,5 % Nein-Stimmen abgelehnt.

### Dänemark
In Dänemark trat zum 1. September 2015 eine Änderung des lov om dansk indfødsret in Kraft, die die mehrfache Staatsbürgerschaft ermöglicht.

### Beibehaltung der Staatsbürgerschaft bei Erwerb einer weiteren
Wer dauerhaft im Ausland lebt, kann grundsätzlich die dortige lokale Staatsbürgerschaft (z. B. australische Staatsbürgerschaft) annehmen. Ob dann der Verlust der bisherigen Staatsangehörigkeit eintritt, hängt von den gesetzlichen Rahmenbedingungen ab.

#### Deutschsprachige Staaten
- Deutschland: Die Beibehaltung der deutschen Staatsangehörigkeit war bis zum Juni 2024 nur möglich, wenn der Deutsche vor der Einbürgerung in einen anderen Staat eine Beibehaltungsgenehmigung erhalten hatte. Dies setzte einen Antrag bei der zuständigen Behörde voraus.[58] Davon ausgenommen waren Deutsche, die die Staatsangehörigkeit eines anderen EU-Mitgliedstaates oder der Schweiz annahmen,[59] sofern dies nach dem 28. August 2007 erfolgte.[60] Mit Inkrafttreten des Gesetzes zur Modernisierung des Staatsangehörigkeitsrechts in weiten Teilen am 27. Juni 2024 entfiel die gesetzliche Anforderung, eine Beibehaltungsgenehmigung beantragen zu müssen. Die generelle Mehrstaatigkeit ist somit auch für deutsche Staatsbürger erlaubt.[45] Wenn ein Ausländer, der in Deutschland einen Einbürgerungsantrag gestellt hat, aufgrund der Rechtslage im Herkunftsstaat durch die Einbürgerung seine bisherige Staatsangehörigkeit nicht automatisch verliert, erteilt die Einbürgerungsbehörde zunächst nur eine Einbürgerungszusicherung. Der Ausländer muss dann die Entlassung aus seiner bisherigen Staatsbürgerschaft veranlassen. Eine Mehrstaatigkeit ist nur zulässig, wenn der Ausländer seine bisherige Staatsangehörigkeit nicht oder nur unter besonders schwierigen Bedingungen aufgeben kann. EU-Ausländer sind unter Hinnahme der Mehrstaatigkeit einzubürgern, sofern die übrigen Voraussetzungen für eine Einbürgerung gegeben sind.[61]
- Österreich: Österreicher verlieren im Allgemeinen die österreichische Staatsbürgerschaft, wenn sie eine andere Staatsbürgerschaft annehmen. Jedoch kann auch hier eine Beibehaltungsgenehmigung erteilt werden, wenn dies im Interesse der Republik Österreich liegt oder in ihrem Privat- und Familienleben „berücksichtigungswürdige Gründe“ vorliegen.[62]
- Schweiz: Das Bürgerrecht der Schweiz ist von der Annahme einer anderen Staatsangehörigkeit nicht betroffen.
- Luxemburg: Seit 2008 erlaubt Luxemburg die mehrfache Staatsangehörigkeit. Auch der Erwerb einer anderen Staatsangehörigkeit bei Beibehaltung der bestehenden ist erlaubt.[63] → Hauptartikel: Luxemburgische Staatsbürgerschaft
- Belgien: Seit dem 28. April 2008 erlaubt Belgien die Annahme anderer Staatsangehörigkeiten ohne Verlust der belgischen.[64]
- Liechtenstein: Das Fürstentum Liechtenstein erlaubt seinen Staatsangehörigen den Erwerb weiterer Staatsangehörigkeiten. Wer sich in Liechtenstein einbürgern lassen will, muss hingegen auf seine bisherige Staatsangehörigkeit verzichten.[63]

#### Andere EU-Staaten
- Finnland: Die finnische Staatsbürgerschaft wird seit 1. Juni 2003 bei einem Erwerb einer anderen Staatsangehörigkeit nicht aberkannt. Auch der Erwerb der finnischen Staatsangehörigkeit bei Beibehaltung der bestehenden ist möglich. Finnische Staatsbürger, die eine weitere Staatsangehörigkeit haben, im Ausland geboren wurden und bis zum 22. Lebensjahr nicht mindestens sieben Jahre in einem nordischen Land gelebt haben oder anderweitig eine Anbindung an Finnland haben, können ihre finnische Staatsangehörigkeit an ihrem 22. Geburtstag verlieren.[65][66]
- Schweden: Die schwedische Staatsbürgerschaft wird seit 2001 bei einem Erwerb einer anderen Staatsangehörigkeit nicht aberkannt. Auch der Erwerb der schwedischen Staatsangehörigkeit bei Beibehaltung der bestehenden ist möglich. Schwedische Staatsbürger, die eine weitere Staatsangehörigkeit haben, im Ausland geboren wurden und nie in Schweden gelebt oder anderweitig eine Verbundenheit zu dem Land haben, verlieren ihre schwedische Staatsangehörigkeit. Dies schließt auch deren Kinder mit ein, sofern diese nicht durch den anderen Elternteil Anspruch auf die schwedische Staatsangehörigkeit haben.[67]
- Dänemark: Die dänische Staatsbürgerschaft wird seit 2015 beim Erwerb einer anderen Staatsangehörigkeit nicht aberkannt. Auch der Erwerb der dänischen Staatsangehörigkeit bei Beibehaltung der bestehenden Staatsbürgerschaft ist möglich.[68]

### Spezialfall Palästinenser
Ein spezieller Fall sind von Israel registrierte Palästinenser (mit Identitätsausweis), die eine andere Staatsbürgerschaft annehmen. Sie besitzen in der Regel einen palästinensischen Reisepass, gelten aber als staatenlos – daher muss die palästinensische Staatsangehörigkeit vorher nicht abgelegt werden. Nachdem Israel solche Personen auch weiterhin als Palästinenser behandelt, ist ihnen auch weiterhin nur die Einreise mit einem palästinensischen Pass möglich. Sie sind daher gezwungen, zwei Pässe zu führen, wenn sie in ihre alte Heimat reisen wollen.

### Entwicklungen nach dem Votum zum Brexit
Nach dem Brexit-Votum vom 23. Juni 2016 stellten zahlreiche Briten einen Antrag auf die irische Staatsangehörigkeit. Interesse an einer doppelten Staatsbürgerschaft zeigten auch im EU-Ausland lebende Briten sowie in Großbritannien lebende EU-Bürger.

## Verlust
Der Verlust der Staatsbürgerschaft kann wie der Erwerb durch gesetzlichen Automatismus (de lege) oder per Verwaltungsakt erfolgen, in liberalen Staatsordnungen auch durch einseitiges Handeln des Staatsbürgers. Es gibt auch Staaten, die den Verlust ihrer Staatsbürgerschaft gar nicht (z. B. Iran) oder nur in sehr begrenzten Ausnahmefällen zulassen.
Qua Gesetz erfolgt der Verlust in vielen Staaten, wenn ein Bürger freiwillig eine andere Staatsbürgerschaft erwirbt oder in fremde Streitkräfte eintritt. Auch wenn ein Kind von Ausländern adoptiert wird und seine verwandtschaftlichen Bindungen im Heimatland verliert, geht nach den Rechtsordnungen vieler Staaten seine ursprüngliche Staatsbürgerschaft verloren. Bis vor einiger Zeit war es vielfach üblich, dass auch eine Frau, die einen ausländischen Mann heiratete, ihre Staatsbürgerschaft automatisch verlor (und meist ebenfalls automatisch die des Ehemannes annahm). Dies ist nach den weltweiten Bestrebungen zur Gleichstellung von Mann und Frau heute nur noch in wenigen Ländern der Fall. In Deutschland wurde es 2000 formal abgeschafft, galt aber bereits ab 1953 als grundgesetzwidrig.
In manchen Staaten kann ein Staatsbürger auf seine Staatsbürgerschaft verzichten oder ihre Aufgabe erklären. Meist ist dies nur in bestimmten Situationen zulässig, und es gelten hierfür enge Voraussetzungen, insbesondere um Staatenlosigkeit zu vermeiden. Oft ist ein solcher Verzicht auch an weitere Voraussetzungen oder Vorleistungen gebunden: Ableistung von Wehrdienst, Rückerstattung von Ausbildungskosten, Begleichen von Steuerschulden.
Die Befreiung oder Entlassung aus der Staatsbürgerschaft beziehungsweise die Genehmigung des Verzichts sind in der Regel als Verwaltungsakte ausgestaltet, um eine administrative Kontrolle sicherzustellen und das Vorliegen der Voraussetzungen effektiv kontrollieren zu können. Totalitäre Regime bedienen sich der Ausbürgerung (erzwungene Aberkennung der Staatsbürgerschaft) auch als Druckmittel, um politisch unliebsame Staatsbürger zu entrechten oder sich ihrer zu entledigen.
Sonderfälle ergeben sich bei Gebietsänderungen nach kriegerischen Auseinandersetzungen oder im Fall des Zusammenbruchs bzw. der Auflösung eines Staates (etwa eines Vielvölkerstaates). Normalerweise wird hier automatisch die Staatsbürgerschaft eines Nachfolgestaates angenommen oder es wird an bestimmte Kriterien wie die Volkszugehörigkeit, den Wohnort, den Dienst in einer Armee usw. angeknüpft. Manchmal sind entsprechende Regelungen auch bereits vorher festgelegt. Dass durch den Wegfall eines Staates ehemalige Staatsbürger staatenlos werden, ist die Ausnahme.
Siehe auch: Verlust der deutschen, der österreichischen oder der Schweizer Staatsangehörigkeit

## Staatenlosigkeit
Staatenlos sind Personen, die keine Staatsangehörigkeit haben und somit auch keine Staatsbürgerschaft eines Staatsverbandes besitzen. Staatenlosigkeit soll nach Völkerrecht vermieden werden, da Staatenlose bezug- und schutzlos sind. Daher ist jeder Staat völkerrechtlich verpflichtet, in seinem Hoheitsgebiet befindliche Staatenlose nicht in einen anderen Staat auszuweisen, vielmehr muss er ihnen Schutz gewähren.
Internationale Regelungen der Staatenlosigkeit sind:
- das Übereinkommen über die Rechtsstellung der Staatenlosen (Staatenlosenübereinkommen) vom 28. September 1954 (BGBl. 1976 II S. 473, 474),
- das Übereinkommen zur Verminderung der Staatenlosigkeit vom 30. August 1961 (BGBl. 1977 II S. 597, 598, samt Schlussakte der UN-Konferenz, S. 608) – In diesem Abkommen verpflichten sich die Vertragsstaaten dazu, ihr nationales Staatsbürgerschaftsrecht so auszugestalten, dass ein Entzug der Staatsbürgerschaft nicht stattfindet, Staatenlosigkeit aus anderen Gründen so weit wie möglich vermieden wird und dass Staatenlose unter erleichterten Bedingungen eingebürgert werden können. Der freiwillige Verlust der Staatsbürgerschaft soll also nicht mehr möglich sein, wenn der betroffene Bürger dadurch staatenlos würde.

## Ungeklärte Staatsbürgerschaft
Nicht zu verwechseln mit der Staatenlosigkeit ist der Status der ungeklärten Staatsbürgerschaft. Dieser wird in der Bundesrepublik Deutschland dadurch erlangt, dass die Herkunft der betreffenden Person unbekannt ist (aufgrund des geringen Lebensalters des Betreffenden) und dadurch ihre Staatsbürgerschaft nicht abschließend geklärt werden kann. Die Rechtslage in vielen europäischen Staaten lässt es nicht zu, dass eine Person mit ungeklärter Staatsbürgerschaft eingebürgert wird, da davon ausgegangen wird, dass eine Staatsbürgerschaft bereits besteht.

## Unionsbürgerschaft (EU)
Seit der Auflösung des Übereinkommens des Europarats über die Verringerung der Mehrstaatigkeit und über die Wehrpflicht von Mehrstaatern vom 6. Mai 1963 hat die Mehrstaatigkeit als Rechtsproblem an Bedeutung verloren. Dies ging mit der Entwicklung der Unionsbürgerschaft parallel einher.
Ähnlich einer Staatsbürgerschaft entwickelt die Europäische Union für die Bürger der Mitgliedstaaten die Unionsbürgerschaft als Komponente des Einigungs- und Integrationsprozesses. Diese ist gegenwärtig keine Staatsbürgerschaft im Sinne des Völkerrechts. Dies liegt vor allem daran, dass die EU ein Staatenverbund ist, der auf politische, rechtliche und wirtschaftliche Harmonisierung nach innen gerichtet ist.
Die Unionsbürgerschaft ist in Art. 20 ff. AEUV geregelt und ergänzt die nationale Staatsbürgerschaft um eine europarechtliche Dimension. Sie betrifft vor allem
- unionsintern die Freizügigkeit, die Niederlassungsfreiheit, das europarechtliche Wahlrecht;
- international den integrierten diplomatischen und konsularischen Schutz durch alle EU-Mitgliedstaaten.

## Völkerrechtliche Vorgaben

### Erwerb
Neben dem Territorialitätsprinzip, demzufolge Staaten Hoheitsgewalt über ihr Staatsgebiet ausüben, ist im Völkerrecht das Personalitätsprinzip anerkannt, das die Ausübung von Hoheitsgewalt über eigene Staatsangehörige erlaubt. Außerdem sind die Heimatstaaten berechtigt, Rechtspositionen ihrer eigenen Staatsangehörigen im Wege des diplomatischen Schutzes gegenüber anderen Staaten geltend zu machen. Voraussetzung für die Wahrnehmung dieses Rechts ist aber nach der Entscheidung des Internationalen Gerichtshofs (IGH) vom 6. April 1955 im Nottebohm-Fall, dass eine hinreichend enge Verbindung (genuine connection) zwischen dem Heimatstaat und seinem Staatsangehörigen besteht. Eine solche Nähebeziehung begründet etwa das Abstammungsprinzip, aber auch der Geburtsort, Heirat, Wohnsitz und Aufenthalt im Inland oder Sprachkenntnisse.
Die Verleihung seiner eigenen Staatsangehörigkeit ist grundsätzlich eine autonome Entscheidung jedes einzelnen Staates und erfolgt nach innerstaatlichem Recht. So statuiert z. B. Art. 3 des Europäischen Übereinkommens über die Staatsangehörigkeit (EuStAÜ): „Jeder Staat bestimmt nach seinem eigenen Recht, wer seine Staatsangehörigen sind. Dieses Recht ist von den anderen Staaten anzuerkennen, soweit es mit anwendbaren internationalen Übereinkommen, dem Völkergewohnheitsrecht und den mit Bezug auf die Staatsangehörigkeit allgemein anerkannten Rechtsgrundsätzen in Einklang steht.“
Für die Europäische Menschenrechtskonvention (EMRK) hat der Europäische Gerichtshof für Menschenrechte (EGMR) jedoch entschieden, dass die Konvention zwar keinen Anspruch auf den Erwerb einer bestimmten Staatsangehörigkeit beinhalte. Das willkürliche Vorenthalten könne wegen des Einflusses der Staatsangehörigkeit auf die Persönlichkeitsentwicklung und die sozialen Beziehungen einer Person zu ihrer Umwelt aber u. U. einen Verstoß gegen das Recht auf Achtung des Privatlebens begründen.

### Verlust
Art. 15 der Allgemeinen Erklärung der Menschenrechte setzt der Ausbürgerung menschenrechtliche Grenzen. Danach hat jeder das Recht auf eine Staatsangehörigkeit. Niemandem darf seine Staatsangehörigkeit willkürlich entzogen noch das Recht versagt werden, seine Staatsangehörigkeit zu wechseln. „Willkürlich“ bedeutet, nicht auf vernünftigen, sondern sachfremden Gründen beruhend und im konkreten Fall unverhältnismäßig.
Art. 5 d) des Übereinkommens zur Beseitigung jeder Form der Rassendiskriminierung vom 7. März 1966 sowie Art. 9 des Übereinkommens zur Verminderung der Staatenlosigkeit vom 30. August 1961 enthalten ein generelles Verbot des Entzugs der Staatsangehörigkeit aus rassischen, ethnischen, religiösen und politischen Gründen. Ähnliche Regelungen auf europäischer Ebene ergeben sich aus Art. 4 und Art. 5 des EuStAÜ.
Wie beim Erwerb einer Staatsangehörigkeit muss auch zwischen dem Verlustgrund und der Funktion der Staatsangehörigkeit als konstituierendem Merkmal des Staatsvolkes ein Sachzusammenhang bestehen. Als zulässige Anknüpfungspunkte für den Verlust der Staatsbürgerschaft ist völkergewohnheitsrechtlich die (freiwillige) Abwendung vom Heimatstaat anerkannt, etwa durch
- einen Antrag auf Entlassung oder Verzichtserklärung
- den Erwerb einer fremden Staatsangehörigkeit
- den Eintritt in fremden Staats- oder Wehrdienst
- die Eheschließung einer Frau mit einem Ausländer
- die Nichtregistrierung bei längerem Auslandsaufenthalt.[78]

Nach Art. 7 d) EuStAÜ darf ein Vertragsstaat in seinem innerstaatlichen Recht den Verlust der Staatsangehörigkeit außerdem vorsehen für ein „Verhalten, das den wesentlichen Interessen des Vertragsstaats in schwerwiegender Weise abträglich ist“. Die Formulierung des „abträgliche Verhaltens“ in Art. 7 d) EuStAÜ ist dem Art. 8 Abs. 3 a) des Übereinkommens zur Verminderung der Staatenlosigkeit entlehnt, dort jedoch nicht als Verlust-, sondern als Entziehungstatbestand konzipiert, der nach dem Willen des Übereinkommens möglichst restriktiv praktiziert werden soll. Um eine Ausbürgerung aufgrund „abträglichen Verhaltens“ vornehmen zu dürfen, müssen die Vertragsstaaten bei der Ratifikation des Vertrages eine entsprechende Erklärung gem. Art. 8 Nr. 3 abgeben haben. Überdies ermöglicht das Übereinkommen zur Verringerung der Staatenlosigkeit die Ausbürgerung aufgrund „abträglichen Fehlverhaltens“ nur unter der Maßgabe einer nationalen gesetzlichen Regelung, die dem Betreffenden das Recht auf gerichtlichen Rechtsschutz einräumt.

## Situation nach Staat
Siehe Kategorie:Staatsbürgerschaft.